# 迈克尔·K·威廉姆斯
迈克尔·肯尼斯·威廉姆斯（英語：Michael Kenneth Williams，1966年11月22日—2021年9月6日），美国演员。他最著名的演出是在HBO電視劇《火线》中饰演的奥马·利特和《酒私風雲》中飾演的Albert "Chalky" White。他也在HBO的電視電影傳記片《Bessie》中飾演貝西·史密斯的丈夫Jack Gee而受到讚揚。他曾在多部電影和電視劇中擔任配角，包括《末路浩劫》、《性本惡》、《紐約殺人夜》、《失蹤》和《被奪走的12年》。

## 生平

### 早年
威廉姆斯出生在纽约布鲁克林。由于少年时期惹上麻烦，他加入国家黑人剧院（National Black Theatre）。后来他在一家制药公司找到了工作，但感到这个职位无法改变命运时，他选择了离开。受到珍妮特·杰克逊Rhythm Nation 1814的激励，他顶着家庭的反对辍学辞职，希望能成为一名舞者。接下来的一年里，他时常无家可归，为了找到工作挨个拜访唱片公司和舞蹈团。他最终得到了一份工作，在一次巡演中担任伴舞，这使得他在之后得到了更多在MV和巡演中伴舞的机会，以及一些模特工作。

### 早期表演生涯
25岁生日时，威廉姆斯卷入了皇后区的一场争斗中，这之前他刚刚出现在某广告中，在争斗中，一个仇家用剃刀割破了他的脸和脖子。一刀直逼颈静脉，几乎让他丧命。
据威廉姆斯说，正是这个伤疤使得他可以开始表演生涯。这场事故之后数月，摄影师在路上拦住他，让他摆出一系列造型。于是有更多人邀请他参演MV，之后他开始在电视节目中饰演暴徒。1994年，他出现在麦当娜的MV《秘密》（Secret）中；1996年，他又在吐派克·夏庫爾主演的犯罪题材电影《子弹》中出镜。
1997年，他出演了《法律与秩序》（2001年再次出镜），2001年他又在《黑道家族》中出镜。

### 《火线》
威廉姆斯最为知名的角色就是2002年开拍的HBO电视剧《火线》中的奥马·利特（Omar Little）。威廉姆斯仅一次试镜就得到了该角。威廉姆斯被告知该角色在第一季中预计会有7集的戏份，这使得他很担心在季终之前他饰演的角色就会被杀。但是主创大卫·西蒙表示，他早就计划好，只要该剧获得预定，该角色就会一直作为该剧的一部分。 威廉姆斯表示，他之所以接下该角，主要是因为他对角色矛盾的性格感兴趣。由于饰演奥马，《今日美国》曾将威廉姆斯列为他们仍旧喜欢电视的十大原因之一。这个角色因为威廉姆斯睿智且不失幽默感的表演，在老套的罪案电视剧中独树一帜。奥马被称为是第一季中人物形象最饱满的角色之一，就仿佛巴尔的摩西部贫民区的罗宾汉，尽管有人质疑他的矛盾性格有点奇怪。《巴尔的摩城市报》（Baltimore City Paper）将他评为十大不能取消《火线》的原因之一，并称“可以认为这是该剧最大的单项成就”。
威廉姆斯曾说，他觉得这个角色之所以受到喜爱，是因为他诚实，不慕名利，个性十足且恪守自我准则。他觉得就提高自身知名度并得到更多出演机会而言，这个角色是他的一大突破。觀眾評價对利特的同性恋倾向有褒有贬，但他認為该角色能引起黑人社群反思對同性戀的既定印象。

## 逝世
2021年9月6日，威廉姆斯在他的布魯克林威廉斯堡頂層公寓裡被他的姪子發現已死亡，享年54歲。2021年9月24日，紐約市首席驗屍官辦公室證實，威廉姆斯死於芬太尼、對氟芬太尼、海洛英和可卡因的混合藥物，並裁定為吸食過量死亡。他的私人葬禮在賓夕法尼亞州哈里斯堡的聖史蒂芬聖公會大教堂舉行，而他的母親住在那裡。巴爾的摩烏鴉美式足球隊透過在整個M&T銀行體育場播放威廉姆斯的角色Omar Little的口哨歌曲〈A Hunting We Will Go〉，當作球隊介紹的一部分來向他致敬。2022年2月，警方逮捕了與威廉姆斯之死有關的四名男子。

## 影视作品

### 电影
- MugShot (1995)
- 《子弹》（Bullet） (1996)
- 《穿梭阴阳界》（Bringing Out the Dead） (1999)
- 《打破平静》（Broke Even） (2000)
- 《低潮》（Doing Hard Time）(2004)
- 《孤儿之王》（The Orphan King）(2005)
- 《束缚》（The Bondage）(2006)
- 《司法雇佣兵》（Mercenary for Justice） (2006)
- 《五上二下》（5up 2down）(2006)
- 《吾爱吾妻》（I Think I Love My Wife）(2007)
- 《失踪宝贝》（Gone Baby Gone）(2007)
- 《無敵浩克》（The Incredible Hulk）(2008)
- 《圣安娜的奇迹》（Miracle at St. Anna）(2008)
- Tell-Tale (2009)
- 《奇妙世界》（Wonderful World）(2009)
- Addicts (2009)
- The Perfect Age of Rock 'n' Roll (2009)
- 《一天的生活》（A Day in the Life）(2009)
- 《战时生活》（Life During Wartime） (2009)
- A Kiss of Chaos (2009)
- You're Nobody 'til Somebody Kills You (2009)
- The Road (2009)
- 《限時翻供》（Snitch）(2013)
- 《为奴十二年》（12 Years a Slave）(2013)
- 《機器戰警》（RoboCop）(2014)
- 《國定殺戮日：無法無天》（The Purge: Anarchy）(2014)
- 《告密者》（Kill the Messenger）(2014)
- Da Sweet Blood of Jesus (2014)
- 《性本恶》（Inherent Vice）(2014)
- 《玩命賭徒》（The Gambler）(2014)
- 《藍調女王》（Bessie）(2015)
- 《钝感之爱》（Anesthesia）(2015)
- 《隨機人質》（Captive） (2015)
- 《非法999》（Triple 9）(2016)
- 《魔鬼剋星》（Ghostbusters）(2016)
- 《驚魂契約》（When the Bough Breaks）(2016)
- 《刺客教條》（Assassin's Creed）(2016)

### 电视劇
- 《法律与秩序》(1997, 2001)（两集）
- 《最后期限》（Deadline） (2001)（一集）
- 《黑道家族》（The Sopranos） (2001)（一集）
- 《三更急先鋒》（Third Watch）(2002) (一集)
- 《火线》（The Wire）(2002-2008)（飾 Omar Little，41集，常规角色）
- 《法律与秩序：特殊受害者》（Law & Order: Special Victims Unit）(2003, 2006)（两集）
- 《拉克万纳布鲁斯》（Lackawanna Blues）(2005) （电视电影）
- 《特務A》  (three episodes)(2005)
- 《CSI犯罪現場》（CSI: Crime Scene Investigation）(2005)（一集）
- 《波士顿法律》（Boston Legal）(2005)（一集）
- 《六度空间》（Six Degrees）(2006-2007)（三集）
- The Kill Point (2007)（七集）
- Human Giant (2008) （一集）
- 《CSI犯罪現場：紐約》（CSI: NY）(2008)（一集）
- 《大慈善家》（The Philanthropist）(2009)
- 《海濱帝國》（Boardwalk Empire）（2010-2014）（飾 Chalky White，35集，常規角色）
- 《187重案组》（Detroit 1-8-7）(2011)
- 《饮料杯历险记》（Aqua Teen Hunger Force）(2011)（一集）
- 《废柴联盟》（Community）(2011-2012)
- Walk This Way (2013)（七集）
- 《高中也疯狂》（Walk This Way） (2013)（一集）
- 《罪夜之奔》（The Night Of）(2016)（飾 Freddy Knight，六集，主要角色）

### 遊戲作品
| 年份 | 作品         | 角色                                | 备注                 |
| ---- | ------------ | ----------------------------------- | -------------------- |
| 2013 | 戰地風雲4    | 愛爾蘭佬 Sgt. Kimble "Irish" Graves | 配音及动作捕捉       |
| 2020 | NBA 2K21     | Archie Baldwin                      |                      |
| 2021 | 戰地風雲2042 | 愛爾蘭佬 Cpt. Kimble "Irish" Graves | 配音及动作捕捉；遗作 |